# Sjott

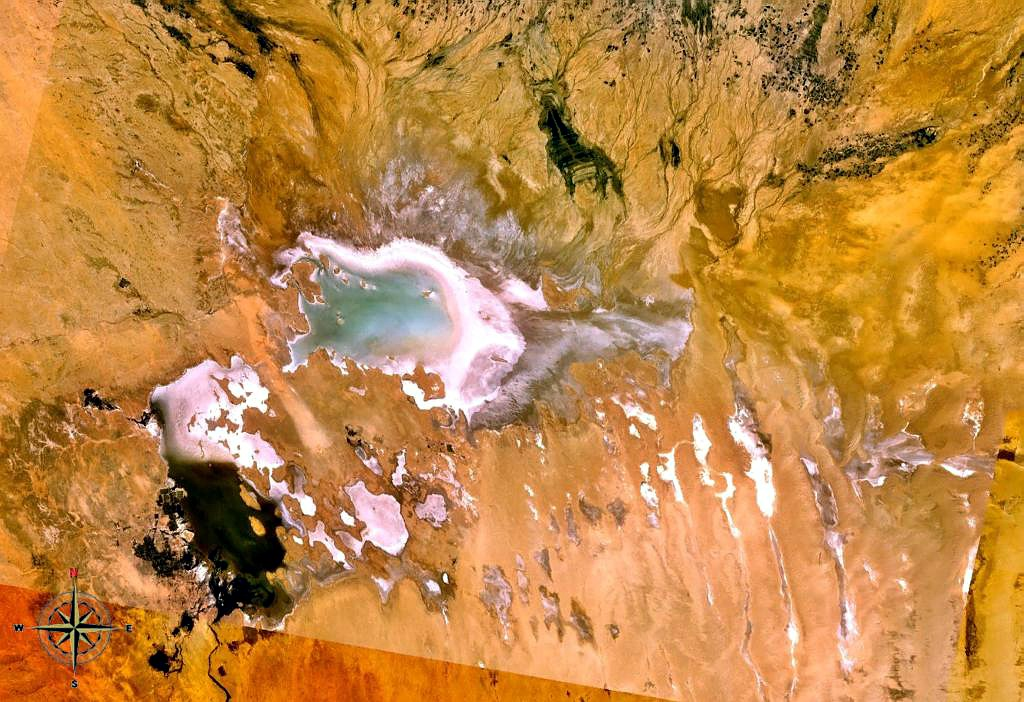
De Sjott Melrhir.

Sjott of Chott (Arabisch: شط; šaṭṭ; "oever, kust"; van de stam šṭṭ "overschrijden", "afwijken") is in landen in de Sahara de benaming voor zoutmeren die ontstaan uit smeltwater dat afkomstig is van bergsneeuw die in de lente en zomer afdaalt van het Atlasgebergte, alsook soms uit regenwater of grondwater. Sjotts drogen regelmatig uit in de droge zomers. Het Hoogland van Sjott in Algerije is ernaar vernoemd.